# San Pedro de Jujuy
San Pedro de Jujuy és la segona ciutat més poblada de la província de Jujuy, Argentina. Està ubicada dins de la Vall del Riu San Francisco de Jujuy, a 15 km de la confluència dels rius Grande i Lavayén que després formen el riu San Francisco. És la capital del departament San Pedro.

## Història
Tot i que no es troben registres documentals fidedignes, popularment es reconeix que la ciutat fou fundada el 25 de maig de 1883, encara que un ingeni sucrer funcionava al lloc des de 13 anys abans.
El 1918, es declara municipi al llavors poble de San Pedro, essent designat per ocupar el càrrec d'intendent el Senyor Abraham Machicado. Llavors, existien dos molins fariners moguts per energia hidràulica. El Ferrocarril transportava la producció industrial: sucres, alcohol, metalls, fustes, canya de sucre, etc. A partir de l'any 1960 la ciutat s'expandeix en nombrosos barris i villas que avui arriben al total de 22.
La ciutat compta actualment per a cobrir les seves necessitats educacionals amb 18 Escoles de nivell Primari, 9 Establiments de Nivell Mitjà, 3 Instituts de formació docent Terciaris No Universitaris, 2 Instituts Privats i 25 Jardins d'Infants.
La població compta, a més, amb clíniques i sanatoris privats on atenen metges professionals de totes les especialitats, farmàcies i un modern hospital policlínic.

## Clima
La zona presenta un clima subtropical humit, que fa favorable el cultiu de sucre, tabac i altres cultius tropicals que conformen el principal suport econòmic de la regió. Per la seva importància econòmica i social, San Pedro és coneguda com a La Perla del Ramal, ja que es coneix com a Ramal a la zona productiva on s'assenta. Aquesta denominació té el seu origen en la construcció del ramal ferroviari cap al sur de Bolívia i que travessa la zona oriental de Salta i Jujuy.

## Població
La ciutat tenia 57.018 habitants (INDEC, 2001), el que representa un increment del 9,77% enfront als 51.941 habitants (INDEC, 1991) del cens anterior.
Són molt coneguts els carnestoltes sampedrenys, freqüentment catalogats com els més importants de la provincia. Compta també amb un museu històric arqueologic d'art anomenat "Pablo Balduin"